# Under the Gun
Under the Gun је пјесма енглеског готик рок бенда Sisters of Mercy објављена као сингл са њиховог албума A Slight Case of Overbombing. То је дует са Тери Нан на вокалу, а пратио га је и музички спот са Ендрјуом Елдричем и Наном. То је једина нова пјесма на компилацији највећих хитова коју је 1993. издао Merciful Release за EastWest Records, британска издавачка кућа Warner Music Group.
Сингл је достигао 19. мjесто на UK Singles Chart. Пјесму су написали Ендру Елдрич, Били Хјуз и Роксан Симан, а копродуцирали су је Елдрич и Хјуз. Додатна продукција је приписана Иану Стенлију. Два алтернативна микса пјесме "Under the Gun" укључена су у бонус пјесме за компилацијски албум Some Girls Wander by Mistake, издат од издавачке куће Merciful Release и дистрибуиран од стране EastWest Records и Warner Music UK.

## О пјесми
Крис Робертс у Melody Maker-у описао је пјесму као „велику берлинску баладу“ са „неколико хиљада епских срцепарајућих рефрена“ попут „Are you living for love?“ примјећујући Елдричеву „суздржану гитарску предигру“ и „ђаволски подсвесно лајање“, док га пореди са „мелодрамом Боувијеве 'Sweet Thing/Candidate'“.
Пjесма је углавном обрада "Two Worlds Apart", пјесме коју су написали Хјуз и Симан и објављена на Хјузовом албуму Welcome to the Edge. Раније се појавила као љубавна тема за ликове Мајкла и Џулије у телевизијској серији Санта Барбара.

## Пријем
Карен Холмс, The Network 40 похвалила је пјесму: „Нун заокружује Ендрјуов таленат за проналажење невероватних женских гласова за сарадњу. Ендруов допринос сексуалној страсти је подсвестан са подругљивим вокалом који појачава Нунине луле.“
Лари Флик за Single Reviews у Billboard-у похвалио је "чисту готичку мелодију из овог потомка Баухауса и осталих" пишући "вокали се лијепо уклапају у рефрен" док сматра да "нагласак на максималној атмосфери може учинити пјесму глупом за новајлије."

## Списак пјесама
| №  | Назив         | Трајање |  |
| 1. | Under the Gun | 6:16    |  |
| 2. | Alice (1993)  | 3:57    |  |

| №  | Назив                          | Трајање |  |
| 1. | Under the Gun (Metropolix Mix) | 6:16    |  |
| 2. | Alice (1993)                   | 3:57    |  |
| 3. | Under the Gun (Jutland Mix)    | 6:20    |  |

| №  | Назив                          | Трајање |  |
| 1. | Under the Gun (Metropolix Mix) | 6:16    |  |
| 2. | Alice (1993)                   | 3:57    |  |
| 3. | Under the Gun (Jutland Mix)    | 6:20    |  |